# Liste der Baudenkmäler in Villenbach
Auf dieser Seite sind die Baudenkmäler in der schwäbischen Gemeinde Villenbach zusammengestellt. Diese Tabelle ist eine Teilliste der Liste der Baudenkmäler in Bayern. Grundlage ist die Bayerische Denkmalliste, die auf Basis des Bayerischen Denkmalschutzgesetzes vom 1. Oktober 1973 erstmals erstellt wurde und seither durch das Bayerische Landesamt für Denkmalpflege geführt wird. Die folgenden Angaben ersetzen nicht die rechtsverbindliche Auskunft der Denkmalschutzbehörde.

## Baudenkmäler nach Ortsteilen

### Villenbach
| Lage                      | Objekt                                         | Beschreibung                                                                                             | Akten-Nr.    | Bild           |
| ------------------------- | ---------------------------------------------- | --- | ------------ | -------------- |
| Hauptstraße 10 (Standort) | Pfarrhaus                                      | zweigeschossiger Satteldachbau, Giebel mit Profilbändern, 1715                                           | D-7-73-179-4 | weitere Bilder |
| Hauptstraße 12 (Standort) | Katholische Pfarrkirche St. Jakobus der Ältere | einschiffiger Bau mit eingezogenem Chor, von Johann Georg Hitzelberger, 1752, Turm 1758; mit Ausstattung | D-7-73-179-1 | weitere Bilder |

### Hausen
| Lage                    | Objekt                           | Beschreibung                                                          | Akten-Nr.    | Bild           |
| ----------------------- | -------------------------------- | --------------------------------------------------------------------- | ------------ | -------------- |
| Dorfstraße 3 (Standort) | Katholische Kapelle St. Nikolaus | schlichter Satteldachbau mit Dachreiter, 1860 erbaut; mit Ausstattung | D-7-73-179-5 | weitere Bilder |

### Riedsend
| Lage                    | Objekt                                               | Beschreibung                                                                                                | Akten-Nr.    | Bild           |
| ----------------------- | ---------------------------------------------------- | --- | ------------ | -------------- |
| Riedstraße 8 (Standort) | Katholische Filialkirche St. Katharina und Sebastian | einschiffiges Langhaus mit Stichbogentonne und eingezogenem Chor, 1726, auf älteren Resten; mit Ausstattung | D-7-73-179-7 | weitere Bilder |

### Rischgau
| Lage                             | Objekt                           | Beschreibung                                                  | Akten-Nr.    | Bild                             |
| -------------------------------- | -------------------------------- | ------------------------------------------------------------- | ------------ | -------------------------------- |
| Sankt-Leonhard-Straße (Standort) | Katholische Kapelle St. Leonhard | 1. Hälfte 18. Jahrhundert, Dachreiter modern; mit Ausstattung | D-7-73-179-8 | Katholische Kapelle St. Leonhard |

### Wengen
| Lage                              | Objekt                              | Beschreibung | Akten-Nr.     | Bild                    |
| --------------------------------- | ----------------------------------- | --- | ------------- | ----------------------- |
| Kirchstraße 8 (Standort)          | Katholische Pfarrkirche St. Michael | barocker, flachgedeckter Saalbau mit eingezogenem Chor, nach Plänen von Johann Alberthal durch Sebastian Weber erbaut, 1631, Veränderungen 18. Jahrhundert; mit Ausstattung | D-7-73-179-9  | weitere Bilder          |
| Villenbacher Straße 36 (Standort) | Ehemaliger Zehentstadel             | Satteldachbau, 18. Jahrhundert, im 19. Jahrhundert zum Bauernhaus umgestaltet                                                                                               | D-7-73-179-12 | Ehemaliger Zehentstadel |

### Wiesmühle
| Lage                   | Objekt  | Beschreibung                                            | Akten-Nr.     | Bild           |
| ---------------------- | ------- | ------------------------------------------------------- | ------------- | -------------- |
| Wiesmühle 1 (Standort) | Mühlrad | Eisen-Holz-Konstruktion (Firma Renk, Augsburg), um 1880 | D-7-73-179-11 | weitere Bilder |